# Elsfleth
Elsfleth é uma cidade da Alemanha localizado no distrito de Wesermarsch, estado da Baixa Saxônia.